# 宮内洋子

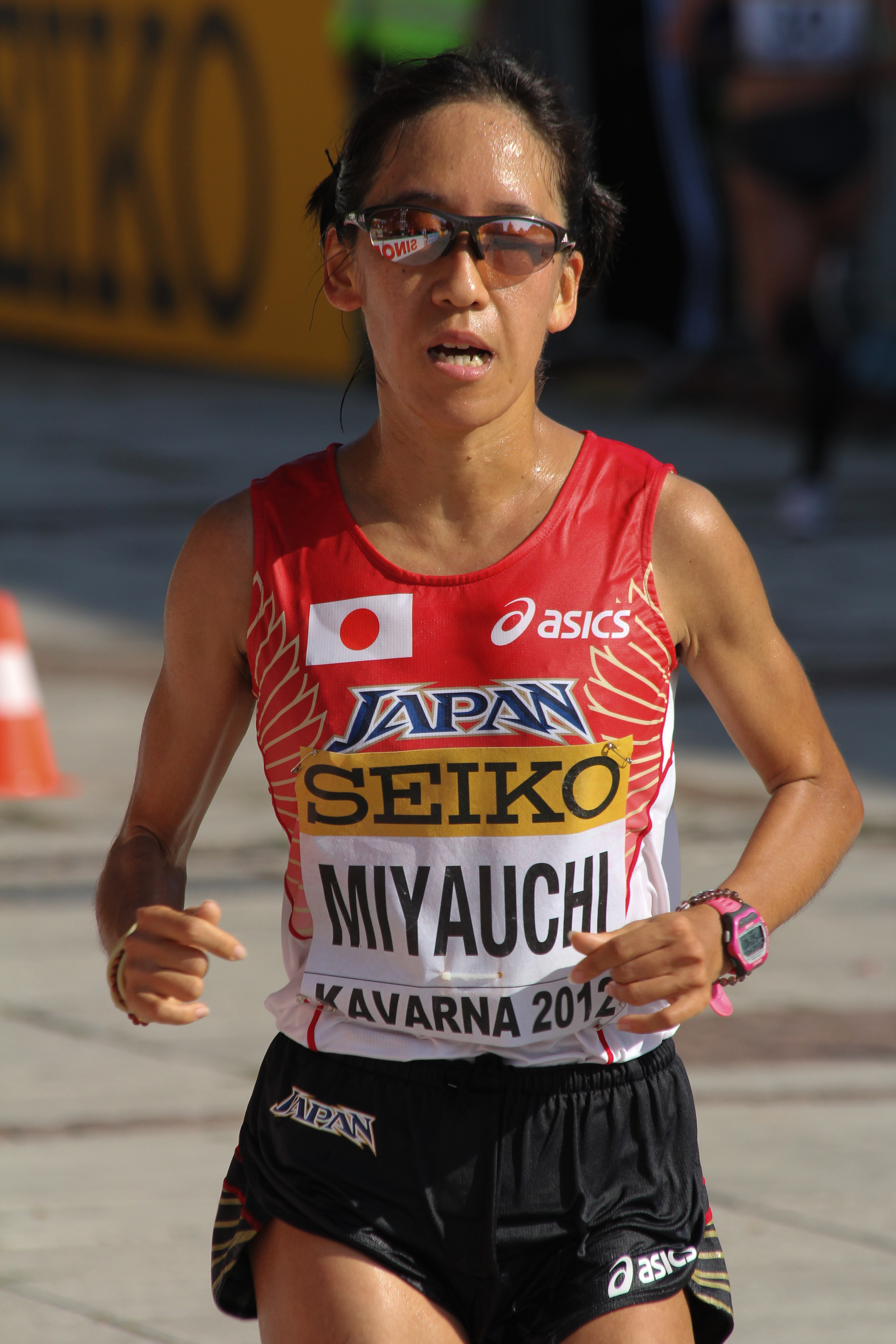
宮内洋子

宮内洋子（みやうち ようこ、1983年6月19日 - ）は、神奈川県座間市出身の陸上選手。双子である宮内宏子の姉。
白鵬女子高等学校卒業後、全日本実業団対抗女子駅伝で3度の優勝を誇る女子陸上の名門・沖電気陸上競技部に入部。しかし、沖電気の景気悪化を理由に陸上競技部が2009年3月末で廃部となり、2009年4月、同陸上競技部の新原保徳監督と双子の宏子と京セラ女子陸上競技部に入部。
2010年3月、名古屋国際女子マラソンで初マラソンに挑んだが、24Km過ぎのペースアップについていけず、11位だった（2時間33分36秒）。2010年7月、双子の妹・宏子らと共に札幌国際ハーフマラソンに出走、19位（1時間15分07秒）。2011年1月、大阪国際女子マラソンは8位（2時間36分43秒。優勝は赤羽有紀子、妹の洋子は10位）。2012年3月、名古屋ウィメンズマラソンは自己ベスト記録をマークして9位に入った（2時間26分23秒。優勝はアルビナ・マヨロワ）。
2014年8月、妹の宏子とともに赤羽が所属していたホクレンへ移籍した。

## 自己最高記録
- ハーフマラソン　1時間10分04秒（2006年1月　宮崎女子ロードレース大会）
- マラソン　2時間26分23秒（2012年3月　名古屋ウィメンズマラソン）